# Milthon du jeu vidéo
Les Milthon (ou Milthon du jeu vidéo) sont des récompenses décernées lors du Festival du jeu vidéo organisé de 2007 à 2010, année où le festival a fusionné avec la Paris Games Week.
Ces récompenses étaient destinées à promouvoir l'industrie culturelle de création de jeux vidéo. Les meilleurs jeux vidéo européens de l'année étaient récompensés par un jury de professionnels. La cérémonie des Milthon était organisée par l'agence française pour le jeu vidéo pour le compte de la société Games Fed, organisatrice du Festival du jeu vidéo.
En 2013, les Ping Awards ont succédé aux Milthon.

## Éditions

### 2007
Jury
- Président : Frédérick Raynal
- Bertrand Amar, producteur et animateur (Bouyaka)
- Clément Apap, rédacteur en chef (Gamekult)
- Sandrine Camus, rédactrice en chef (GamOnGirls.com)
- Alain Le Diberder, conseiller à la création interactive (Société des auteurs et compositeurs dramatiques)
- Jean-Marc Martel, chef des produits jeux vidéo et logiciels (Fnac)
- Olivier Péron, rédacteur en chef (Canard PC)
- Cyrille Tessier, directeur éditorial jeu vidéo (Future France)

Palmarès
- Jeu de l'année : eXperience 112 - PC (Lexis Numérique)
- Meilleur jeu console de salon : Tom Clancy's Ghost Recon Advanced Warfighter 2 - X360 (Ubisoft Paris)
- Meilleur jeu console portable : Nervous Brickdown - NDS (Arkedo)
- Meilleur jeu PC/Mac : eXperience 112 - PC (Lexis Numérique)
- Meilleur jeu mobile : Spyro: The Eternal Night - Java (The Mighty Troglodytes pour Vivendi Games Mobile)
- Meilleur graphisme : Test Drive Unlimited - PC/X360 (Eden Games)
- Meilleure bande son : Olivier Derivière pour ObsCure II - PS2 (Hydravision)
- Meilleur scénario : eXperience 112 - PC (Lexis Numérique)
- Meilleur jeu vidéo jeunesse : Bali part en vacances - PC (Planet Nemo Productions)

### 2008
Jury
- Président : David Cage (Quantic Dream)
- Pierrick Fay, journaliste (Europe 1)
- Xavier Hanart, journaliste (Jeuxvideo.com)
- Cédric Ingrand, journaliste (LCI)
- Julien Lebas, responsable rédactions (Citizen Productions)
- Fred Moulin, journaliste et présentateur (Canal+)
- Jean-Baptiste Roger, conseiller technique (NTIC Région Île-de-France)
- Gilles Romele, conseiller artistique (M6)
- Cédrine Luisetti-Tran, chef produit Jeux PC/Mac, logiciels scolaire et culturels (Fnac)

Palmarès
- Jeu de l'année : Soul Bubbles - NDS (Mekensleep)
- Meilleur jeu console de salon : La Légende de Spyro : Naissance d'un dragon - X360 (Étranges Libellules)
- Meilleur jeu console portable : Soul Bubbles - NDS (Mekensleep)
- Meilleur jeu PC/Mac : TrackMania United Forever - PC (Nadeo)
- Meilleur jeu mobile : Edge - iPhone (Mobigame)
- Meilleur graphisme : Nikopol : La Foire aux immortels - PC (White Birds Productions)
- Meilleure bande son : Big Bang Mini - NDS (Arkedo)
- Meilleur scénario : Dracula 3 : La Voie du dragon - PC (Kheops Studio)
- Meilleur jeu vidéo jeunesse : Build-A-Bear Workshop: A Friend Fur All Seasons - Wii (Smack Down Productions)

### 2009
Jury
- Président : Philippe Ulrich
- Marie-Pierre Bouvet (Direction générale de la compétitivité, de l'industrie et des services)
- Julien Chièze , journaliste (Gameblog)
- Fabrice Collaro, journaliste (TF1)
- Gaël Fouquet, rédacteur en chef (Gamekult)
- Guillaume Fraissard, journaliste (Le Monde)
- Joël Métreau, journaliste (20 minutes)
- Ness, chroniqueuse et présentatrice
- Brice N'Guessan, directeur des rédactions (Yellow Media)

Palmarès
- Jeu de l'année 2009 : ColorZ - Wii (Exkee)
- Meilleur jeu PC/Mac : Cities XL - PC (Monte Cristo)
- Meilleur jeu console de salon : ColorZ - Wii (Exkee)
- Meilleur jeu console portable : Globulos - NDS (GlobZ)
- Meilleur graphisme : Fuel - PS3/X360 (Asobo Studio)
- Meilleur scénario : Metropolis Crimes - NDS (Lexis Numérique)
- Meilleure bande son : Maestro Jump in Music - NDS (Pastagames)
- Révélation de l'année : Hysteria Project - iPhone/iPod (Bulkypix)
- Meilleur jeu vidéo jeunesse : Simply-Land - Web (Pinpin Team)

### 2010
Jury
- Président : Martyn Brown
- Marco Accordi-Rickards, rédacteur en Chef, (Game Republic)
- Kevin Crouvizier, journaliste (Jeuxvideo.fr)
- Daniel Escandell, journaliste (Vandal.net)
- Thorsten Küchler, responsable des rédactions (PC Games, PC Acion, PLAY 3, N-ZONE)
- Raf Picavet, journaliste (CHIEF Magazine)
- Julien Tellouck, rédacteur en Chef (Game One)
- Oli Welsh, journaliste (Eurogamer)

Palmarès
La liste des jeux nommés aux Milthon 2010 a été dévoilée le 17 août 2010. Les récompenses ont été décernées un mois plus tard pour les jeux suivants :
- Jeu de l'année 2010 : Limbo
- Meilleur jeu indépendant : Limbo(Xbox 360, jeu d'aventure-plateforme, studio Playdead Games).
- Meilleur design audio : Silent Hill: Shattered Memories (Nintendo Wii, aventure survival-horror, Climax Studios)
- Meilleur jeu mobile : iBlast Moki (iPhone/iPod, jeu de réflexion, studio Godzilab)
- Meilleur game design : Heavy Rain (PlayStation 3, jeu d'aventure, Quantic Dream)
- Meilleur design visuel : Limbo
- Meilleur jeu PC/Mac : Napoleon: Total War (jeu de stratégie, The Creative Assembly)
- Meilleur jeu console : Heavy Rain